# Pure Relax 〜Birds of Kyoto〜
『Pure Relax 〜Birds of Kyoto〜』（ピュア リラックス 〜バーズ オブ キョウト〜）は、STAR CABIN-Projectの通算1枚目のインストゥルメンタル・アルバム。2016年8月18日に発売。

## 解説
- 2016年に音楽事務所IMPRESSIONで始動した自然音を取り入れたリラクゼーションミュージック・プロジェクトである、STAR CABIN-Project[3]の第1弾サウンドトラック・アルバム。音楽制作したNathan Waterにとって初のインストゥルメンタル・アルバム作品である。[2]。
- 配信にあたっては、全曲を2016年8月18日から大手音楽配信各会社より配信した。
- アルバム・コンセプトについてSTAR CABIN-Projectは、「春の京都で収録した小鳥や川のせせらぎに地名をイメージした音楽をコラボレーション。 バイノーラル録音による自然音とソルフェジオ周波数528HZの音を乗せた叙情曲が深いリラックスの森へ誘います」としている。
- キャッチフレーズは、「〜癒しの京都へ〜」[4]。
- 自然音の録音場所は、京都府内の宝ヶ池、上賀茂、美山、大原等で行われた[4]。
- アルバムジャケットは、森林の倒木に留まるオオルリの写真を採用している[5]。
- プロデュースは、Nathan Water。コメントも発表している。「バイノーラル3D録音の澄んだ鳥の声と僕の音楽のコラボ、聴くだけで自然の中にいるような癒しの作品、心地よく仕上がったのでぜひ聴いていただけたらと思います[2]。」

## 収録曲
- 宝ヶ池〜Before dawn〜
- 美山〜Early spring of fields〜
- 銀閣寺〜Silversands garden〜
- 三千院〜Japanese nightingale〜
- 上賀茂〜The awakening〜
- 大原〜Stream and kajika frog〜
- 鞍馬〜Mountain's spirits〜

　　全7曲、作曲 / 編曲：Nathan Water